# Rhinoclemmys diademata
Rhinoclemmys diademata is een schildpad uit de familie Geoemydidae. De soort werd voor het eerst wetenschappelijk beschreven door Robert Friedrich Wilhelm Mertens in 1954. Oorspronkelijk werd de wetenschappelijke naam Geoemyda punctularia diademata gebruikt. 
Het was lange tijd een ondersoort van de Zuid-Amerikaanse aardschildpad (Rhinoclemmys punctularia). Er zijn ook hybriden beschreven tussen beide soorten.

## Uiterlijke kenmerken
Rhinoclemmys diademata heeft een plat en relatief lang schild tot ongeveer 25 centimeter, de kleur is donker tot zwart. De hoornplaten zijn met name bij oudere dieren goed te onderscheiden. Zowel aan de zijkant van de kop maar vooral op de bovenzijde zijn opvallende gele vlekken aanwezig, waaraan de wetenschappelijke soortnaam diatemata (diadeem) te danken is. Hierin verschilt de schildpad met alle andere Rhinoclemmys- soorten.

## Verspreiding en habitat
Rhinoclemmys diademata komt voor in Zuid-Amerika; in Colombia en Venezuela. Het is een waterbewoner die zich ophoudt in grotere oppervlaktewateren, zoals rivieren en meren. De schildpad komt onder andere voor in het enorme Venezolaanse Meer van Maracaibo, in veel andere talen wordt deze soort Maracaibo (bos)schildpad genoemd.